# Estadio Libertadores de América

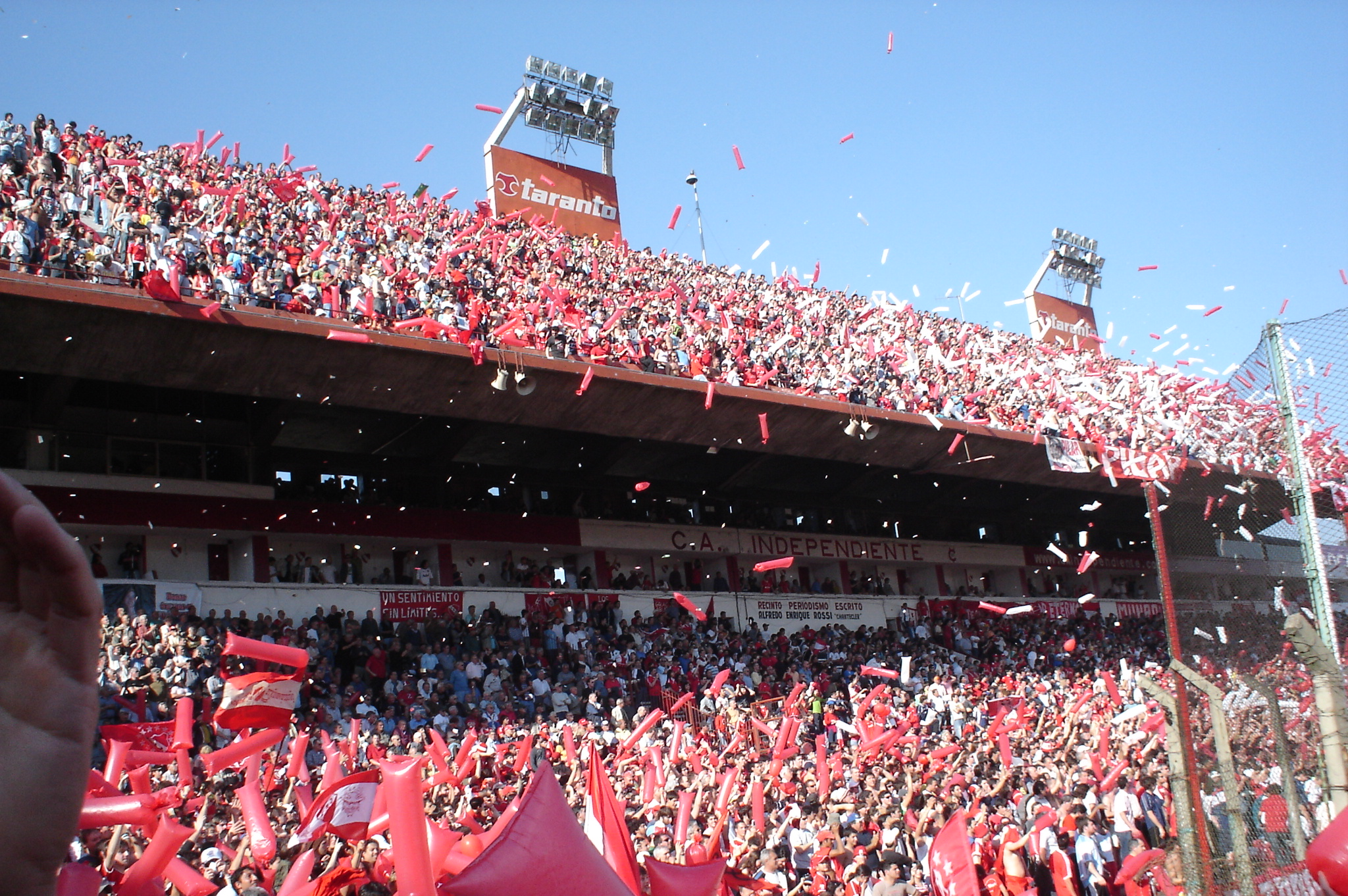
Estadio Libertadores de América

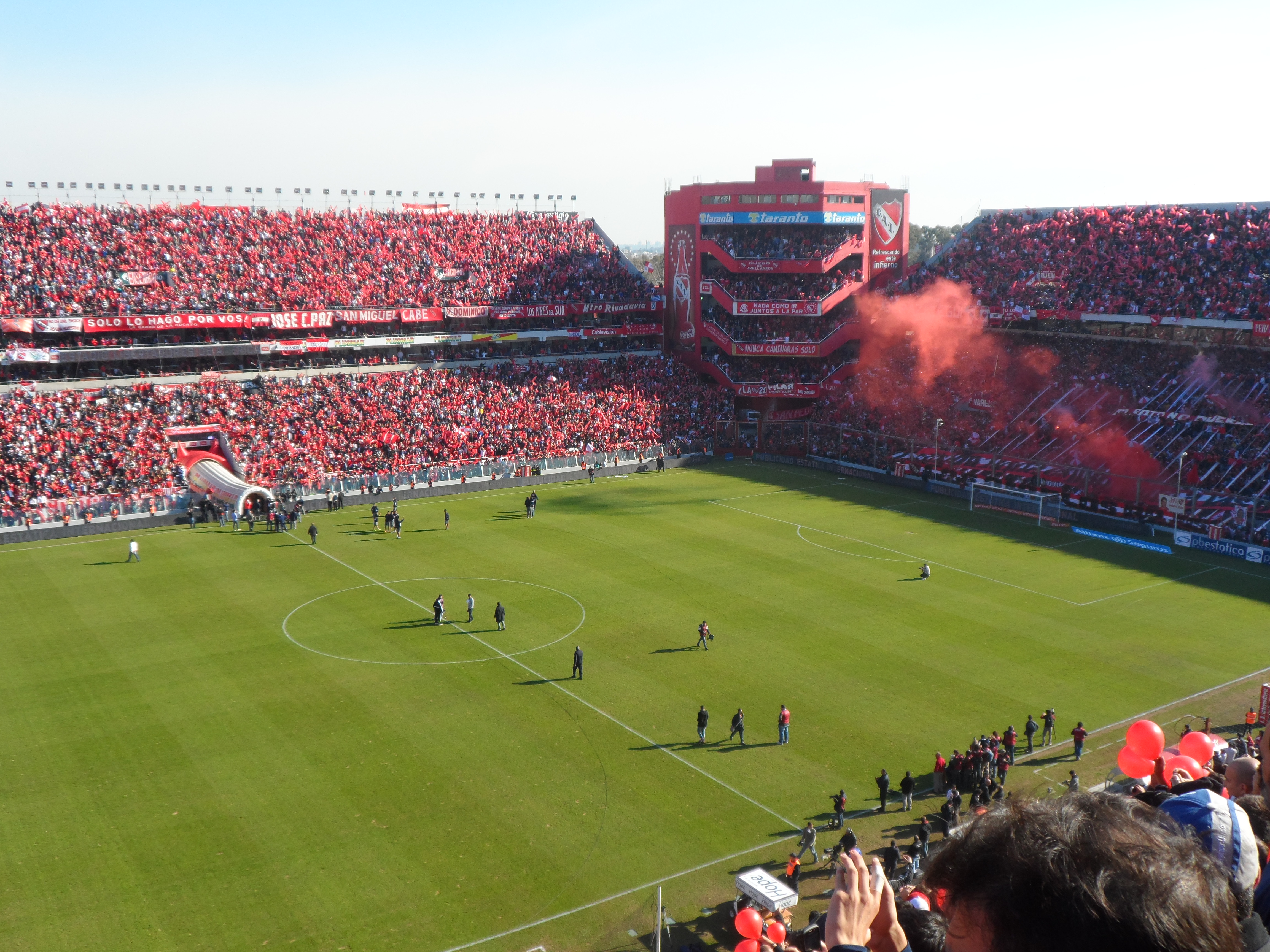

Estadio Libertadores de América is een multi-functioneel sportstadion in Avellaneda, Argentinië. Het stadion heeft een capaciteit van 40.000 zitjes. Het werd gebouwd tussen 2007 en 2009 en werd officieel geopend op 28 oktober 2009. Het is de thuishaven van voetbalclub CA Independiente.